# セーナ・ユリナッチ

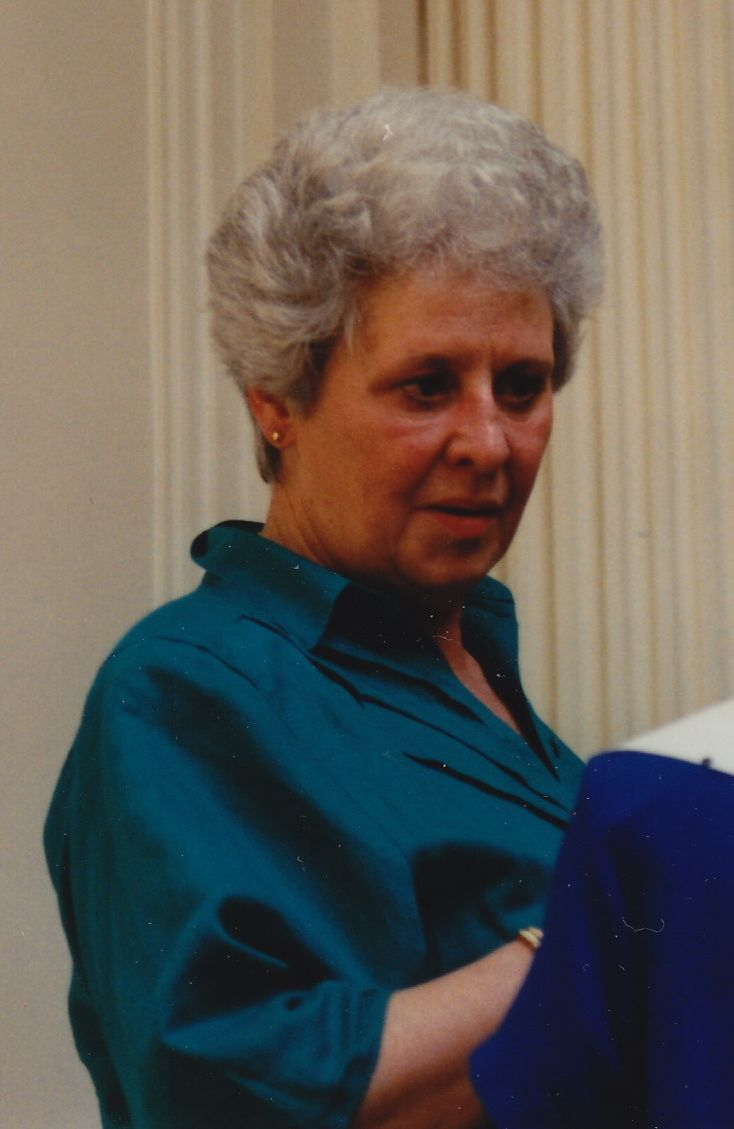
マスタークラスにて、1989年

セーナ・ユリナッチ（Sena Jurinac, 1921年10月24日 - 2011年11月22日）は、ソプラノ歌手。『ばらの騎士』のオクタヴィアンなどで有名。

## 経歴
1921年10月24日、ボスニアの小都市トラヴニクに生まれる。父はクロアチア人で、母はオーストリア人。本名はスレブレンカ・ユリナッチだが、ウィーンにデビューしたころ、「スレブレンカ」という名前がオーストリア人には発音しにくいのではないかと考え「セーナ」とする。
ザグレブ音楽院で声楽を学び、1942年にザグレブの歌劇場で『ボエーム』のミミ役でデビュー。1944年、23歳の時にカール・ベームの招きでウィーン国立歌劇場と契約。ロシア軍の砲撃や、兵士の横暴に晒され、脅されてケルビーノのアリアを歌ったりもしたという（指揮はヨーゼフ・クリップス）。
第二次世界大戦後、『フィガロの結婚』のケルビーノ役が当たって人気歌手の仲間入りを果たす。1955年にはウィーン国立歌劇場再建記念公演の『ばらの騎士』でオクタヴィアンを歌う（指揮はクナッパーツブッシュ）。カール・ベーム指揮のドン・ジョヴァンニ（ドンナ・エルヴィラ）にも出演。
1950年代から1970年代まで、ミラノ・スカラ座やグラインドボーン音楽祭、コヴェントガーデン王立歌劇場、テアトロ・コロン、ザルツブルク音楽祭など世界各地で活躍。とりわけザルツブルク音楽祭では絶賛を博し、1960年の『ばらの騎士』（指揮：ヘルベルト・フォン・カラヤン）や、1964年の『ナクソス島のアリアドネ』（指揮：カール・ベーム）などが、知られている。
1982年、『ばらの騎士』の元帥夫人で現役を引退。
2005年、ウィーン国立歌劇場再建50周年記念ガラ・コンサートに招待される（ウィーン国立歌劇場名誉会員）。
2011年11月22日、ドイツのアウクスブルクで永眠。90歳。ザルツブルク音楽祭は翌23日に、偉大な芸術家への哀悼の意を表明した。90歳の祝賀として、2012年の『ナクソス島のアリアドネ』プレミエに、ユリナッチを招待する予定だったという（ザルツブルク音楽祭HPより）。
　

## レパートリー
美しい容姿と、気品のある声で人気を博した。ソプラノ歌手だが声域は広く、メゾ・ソプラノの役も得意とした。『ばらの騎士』のオクタヴィアン、『フィガロの結婚』のケルビーノ、『ナクソス島のアリアドネ』の作曲家などは、最高の当たり役とされた。
レパートリーは広かったが、特に熱心に取り組んだのが、モーツァルトとリヒャルト・シュトラウスの作品の数々である。これには、恩人ベームの影響がある。カラヤンからイタリア・オペラも歌うよう薦められ、プッチーニの『蝶々夫人』や『トスカ』、ヴェルディの『オテロ』、『ドン・カルロ』などにも取り組んだ。他には、モンテヴェルディの『ポッペアの戴冠』など。
歌曲に対しても深い関心を持っており、ジェラルド・ムーアとのリサイタルのほか、オーケストラ伴奏での歌曲リサイタルやレコーディングなども行なった。
共演した指揮者は、ベーム、カラヤン、クレンペラー、フルトヴェングラー、エーリヒ・クライバー、クナッパーツブッシュ、ロヴロ・フォン・マタチッチ、クリュイタンス、クリップス、フリッツ・ブッシュ、ヨッフム、カイルベルト、ショルティなど。

## ザルツブルク音楽祭による追悼
“Sena Jurinac gave the Festival magic moments for which both audiences and critics celebrated her in equal measure” – with these words, Festival President Helga Rabl-Stadler expressed her sadness at the passing of this wonderful singer.In Salzburg during the post-war period, she was among the artists who gave the Festival its outstanding international reputation.In 1947, Sena Jurinac made her Festival debut as Dorabella in Così fan tutte, instantly becoming an audience favourite.During the following summer, she enjoyed triumphal success as Cherubino in Herbert von Karajan’s Le nozze di Figaro and as Eros in Orpheus and Eurydice. For example, the Wiener Zeitung praised her in exalted terms after the premiere: “Divine in appearance, expression, musicality – that is Sena Jurinac as Eros”.During successive seasons, Sena Jurinac consolidated her reputation as a standard-setting artistic personality in Mozart and Strauss roles. Thus, Max Kaindl-Hönig wrote about her portrayal of Octavian in Der Rosenkavalier under Herbert von Karajan – the production which marked the triumphal opening of the new Großes Festspielhaus – in the Salzburger Nachrichten: “As Quinquin, Sena Jurinac cut the best figure among the entire cast. She truly had the ability to be ‘a young gentlemen…’ and yet, her acting and lyrical interpretation gave the enchantment of the most natural expressivity to the ephebe-like tenderness of this role.”Rabl-Stadler: “I am particularly glad that last month, on the occasion of her 90th birthday, I invited Sena Jurinac to the Festival premiere of Ariadne auf Naxos in 2012 – after all, her own performance as The Composer in this opera in 1964 is unforgettable.” At the time, critic Ludwig Wismeyer, writing in the Münchner Merkur, said it best: “Which leaves the real ace of the evening: Sena Jurinac’s Composer. From the first measure, the passion of his youthful Sturm und Drang burned within her; and thanks to a voice which combines beauty with greatness, rhapsody with temperament, she continued to grow towards the grand eruptions. Today, this Composer has no equal, and that alone makes the trip to Salzburg worthwhile.”Rabl-Stadler: “The black banner waving from the Festspielhaus today is just a small token of the great sadness and gratitude we feel.”
（ザルツブルク音楽祭HPより。原文はドイツ語。）

## 代表的なレコーディング
映像作品
- カラヤン & ウィーン・フィル　R.シュトラウス『ばらの騎士』……オクタヴィアン（1960/ザルツブルク音楽祭）
- ベーム & ウィーン・フィル　R.シュトラウス『ナクソス島のアリアドネ』……作曲家（1965/ザルツブルク音楽祭）

録音
- フェレンツ・フリッチャイ & ベルリン放送交響楽団　モーツァルト『ドン・ジョヴァンニ』……ドンナ・アンナ（1958/DGG）
- クナッパーツブッシュ & バイエルン国立管弦楽団　ベートーヴェン『フィデリオ』……レオノーレ（1961/WM）
- エーリッヒ・クライバー & ウィーン・フィル　R.シュトラウス『ばらの騎士』……オクタヴィアン（1954/DECCA）
- グロブチャール & ウィーン国立歌劇場管弦楽団　プッチーニ『蝶々夫人』……蝶々夫人（1961/ORFEO）
- モーツァルト、チャイコフスキー、フンパーディンクなど、その他多数